# Marty Maynard
Marty Maynard ist ein US-amerikanischer Biathlet.
Marty Maynard lebt in Rochester und arbeitet als Programm-Manager. Er betrieb zunächst Basketball, Skilanglauf und Biathlon, später ersetzte Baseball den Basketball. Er arbeitet heute auch als Baseball-Trainer hat sich jedoch auf den Wintersport spezialisiert. In der Saison 2008/09 des Biathlon-NorAm-Cup wurde er in der Gesamtwertung 41., eine Saison später schon 30. Den Durchbruch schaffte er in der Saison 2010/11. In Jericho konnte er in zwei Sprints und einem Verfolgungsrennen jeweils hinter Jason Hettenbaugh Zweiter werden und damit erstmals Podestplätze in der Rennserie erreichen.